# Zgornji Tuštanj
Zgornji Tuštanj je naselje v Občini Moravče. Leta 2020 je imel 88 prebivalcev.